# Lesbianismo radical
O lesbianismo radical é um movimento lésbico que desafia o status quo da heterossexualidade e do feminismo dominante. Surgiu em parte porque o feminismo tradicional não incluía ou lutava ativamente pelos direitos das lésbicas. O movimento foi iniciado por grupos feministas lésbicos nos Estados Unidos nas décadas de 1950 e 1960. Um movimento canadense surgiu na década de 1970, o que lhe deu mais força. À medida que continuou a ganhar popularidade, o lesbianismo radical se espalhou pelo Canadá, Estados Unidos e França. O movimento de base francesa, Front des Lesbiennes Radicales, ou FLR, foi organizado em 1981. Outros movimentos, como o Radicalesbians, também surgiram do movimento maior do lesbianismo radical. Além de estar associado a movimentos sociais, o lesbianismo radical também oferece sua própria ideologia, semelhante à forma como o feminismo funciona em ambas as capacidades.

## História
O lesbianismo radical e movimentos semelhantes representam uma ruptura com os movimentos feministas mais amplos. Elas representam uma tentativa de algumas feministas e lésbicas de tentar conciliar o que elas veem como conflitos inerentes com os objetivos declarados do feminismo. Muitos desses conflitos e rupturas são resultado de questões decorrentes de narrativas culturais mais amplas e específicas do país em torno das mulheres. Alguns deles são criados independentemente em resposta a essas necessidades, enquanto outros se inspiram em movimentos radicais de outros países. isso não resulta numa história única de lesbianismo radical, mas sim em lutas nacionais separadas.
Internacionalmente, lésbicas radicais frequentemente aproveitavam espaços internacionais convergentes para criar seus próprios eventos para aumentar a visibilidade do lesbianismo. Exemplos disso incluem a marcha lésbica de 1994 em Nova York, no 25º aniversário de Stonewall. Outro exemplo foi a Conferência Mundial das Mulheres, realizada em Pequim em 1995. Um terceiro exemplo ocorreu durante os Jogos Gay de Amsterdã, em 1997.

### Europa
O lesbianismo radical europeu se desenvolveu durante a década de 1970 em resposta a situações específicas em diferentes países europeus. A Frente Lésbica Internacional foi criada em 1974 em Frankfurt, Alemanha. O ILIS (Sistema Internacional de Informação Lésbica) foi criado em Amsterdã, Holanda, em 1977.

### América
Depois de ganhar força nos EUA, o lesbianismo radical chegou ao Canadá na década de 1970. Quebec e Toronto foram as cidades predominantes onde o movimento canadense ocorreu. As organizações lésbicas no Canadá concentraram-se na construção da cultura lésbica e na disponibilização de serviços à comunidade lésbica canadiana. A Organização Lésbica de Toronto, por exemplo, criou a Amethyst, que prestava serviços a lésbicas que lutavam contra a dependência química.
A segunda onda do feminismo foi influente no desenvolvimento do lesbianismo radical, e o número de organizações lésbicas radicais nos EUA cresceu da década de 1960 até o início da década de 1980. Além disso, a criação do lesbianismo radical estava diretamente ligada a outros movimentos sociais de esquerda, como a Nova Esquerda, o movimento anti-guerra da era do Vietnã e o movimento americano pelos direitos civis.
O lesbianismo radical latino-americano se desenvolveu durante a década de 1970 e, como outras partes do movimento, resultou de condições nacionais específicas. O lesbianismo radical começou a se desenvolver no México em 1977, liderado pelo grupo Mujeres guerreras que abren caminos y esparcen flores. O lesbianismo radical surgiu no Chile em 1984 em resposta às condições nacionais resultantes da ditadura. A Costa Rica desenvolveu um movimento lesbianista radical em 1986.
Durante as décadas de 1980 e 1990, a vida das lésbicas na América Latina era difícil por causa da repressão lesbofóbica na região. Consequentemente, as comunidades do Chile, México, Costa Rica, Porto Rico, Argentina e Brasil começaram a trabalhar mais estreitamente em prol de objetivos partilhados.

### Ásia
Na Ásia, o lesbianismo radical ficou uma década atrás da Europa e das Américas, com o movimento só começando na década de 1980. Foi neste período que as ativistas começaram a formar os seus próprios grupos e a criar as suas próprias publicações.

## Ideologia

### Movimentos radicais e liberais
Embora tanto as correntes radicais quanto liberais dentro do feminismo busquem mudanças sociais, há uma diferença marcante entre as duas. Movimentos radicais como o lesbianismo radical buscam desmantelar o status quo, enquanto movimentos liberais buscam reformá-lo. Além disso, os movimentos radicais se alinham com a libertação, enquanto os movimentos liberais se concentram mais na igualdade. O lesbianismo radical procurou especificamente desafiar a dominação masculina e as definições de género e sexualidade centradas no homem.

### Feminismo
O lesbianismo radical se diferencia de outros movimentos feministas porque existe em oposição à exclusão de mulheres lésbicas do feminismo dominante. Por exemplo, as Radicalesbians formaram-se em resposta à declaração de Betty Friedan de que as lésbicas não deveriam envolver-se no movimento feminista porque eram uma "ameaça lavanda" ao trabalho do movimento. O grupo reutilizou a frase “ameaça lavanda”, pintando-a em camisetas em preparação para um protesto no Segundo Congresso para Unir as Mulheres em maio de 1970. Lá, eles distribuíram The Woman-Identified Woman, que continua sendo uma das principais obras lésbicas-feministas iniciais.

### Problemas internos
Uma comunidade lésbica radical em Toronto excluía aquelas que eram bissexuais ou se identificavam como mulheres trans.:80

## Diferença do separatismo lésbico
Os princípios do lesbianismo radical são semelhantes aos do separatismo lésbico; no entanto, existem algumas diferenças importantes. Em seu prefácio para The Straight Mind and Other Essays, de Monique Wittig, a lésbica radical de Quebec Louise Turcotte explica suas opiniões de que "as lésbicas radicais chegaram a um consenso básico que vê a heterossexualidade como um regime político que deve ser derrubado". Turcotte observa que as separatistas lésbicas "criam uma nova categoria" (ou seja, separação completa não apenas dos homens, mas também das mulheres heterossexuais)" e que o movimento lésbico radical visa a "destruição da estrutura existente da heterossexualidade como um regime político". Turcotte continua discutindo o ensaio histórico de Adrienne Rich, Compulsory Heterosexuality and Lesbian Existence, observando que Rich descreve a heterossexualidade como uma instituição política violenta que deve ser "imposta, administrada, organizada, propagandeada e mantida pela força". Rich vê a existência lésbica como um ato de resistência a esta instituição, mas também como uma escolha individual, enquanto os princípios do lesbianismo radical veem o lesbianismo como necessário e consideram sua existência necessariamente fora da esfera de influência política heterossexual.